# 杭峰
47°21′33″N 9°50′59″E / 47.35917°N 9.84972°E

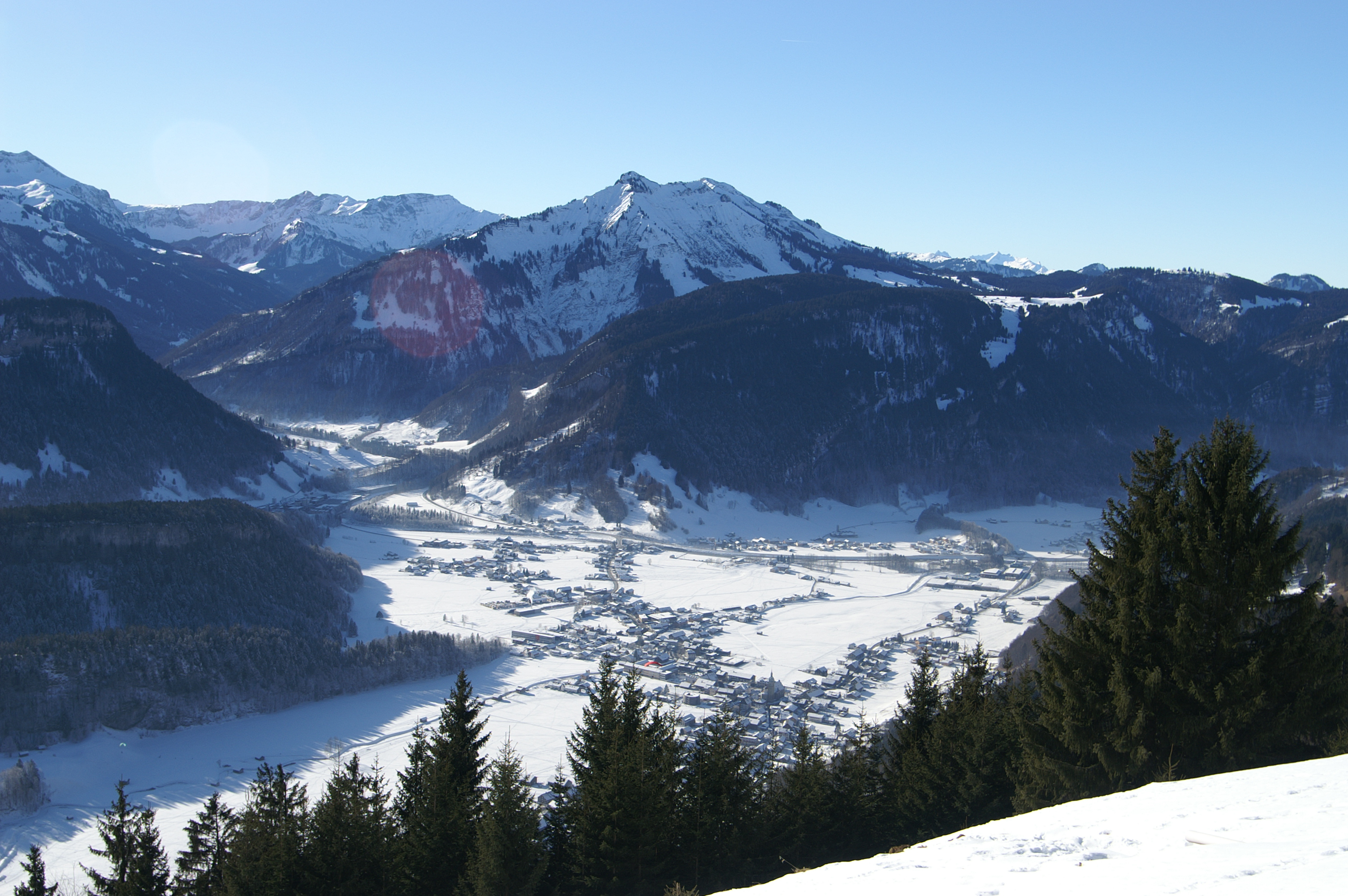

杭峰（德語：Hangspitze），是奧地利的山峰，位於該國西部，由福拉爾貝格州負責管轄，屬於布雷根茨森林山脈的一部分，海拔高度1,746米，每年平均降雨量1,852毫米。